# Lycée Jules-Verne (Nantes)
Pour les articles homonymes, voir Lycée Jules-Verne.
Le lycée Jules-Verne est un établissement français d’enseignement secondaire général situé dans le quartier Centre-ville de Nantes, en Loire-Atlantique. Il dépend administrativement des Pays de la Loire et de l'académie de Nantes.

## Localisation
L'établissement est situé au no 1 rue Général-Meusnier, à proximité de la place Aristide-Briand et non loin de la place de Bretagne. Il est bâti dans un quartier fortement urbanisé.

## Origine du nom
Le lycée Jules-Verne, ouvert en 1880 comme établissement annexe du « lycée de Nantes » (aujourd’hui lycée Georges-Clemenceau), a ensuite longtemps été appelé « Petit lycée ».
En 1954, sur une suggestion du poète Pierre Autize, le directeur de l'établissement, Jean Crumois, propose de baptiser celui-ci du nom du romancier Jules Verne, natif de Nantes et ancien élève du « collège royal » (autre ancien nom du lycée Clemenceau sous la Restauration).

## Historique

### Les origines
Au cours du XIXe siècle, les rapports de l'inspection générale signalent à plusieurs reprises le caractère excentré du lycée de Nantes situé au-delà de la cathédrale près du faubourg de Richebourg.
Le rapport de 1874 préconise l'ouverture d'un lycée d'externes en centre-ville, dans le but d'augmenter la fréquentation des classes primaires, principale source de recrutement du lycée, en évitant aux jeunes élèves un trop long trajet, principal frein à la fréquentation du lycée. Il s'agit donc de favoriser l'enseignement public, alors que l'enseignement catholique est prédominant à Nantes.
L'État acceptant de prendre en charge la construction des bâtiments, la municipalité est sollicitée pour fournir le terrain, en l'occurrence le « jardin des apothicaires », entre les rues La Fayette, Paré, Mercœur et Général-Meusnier, propriété de la Ville depuis la Révolution, mais revendiqué par la Société des pharmaciens jusqu'à une décision définitive de justice en 1873 seulement.
Charles Lechat, maire républicain de Nantes de 1874 à 1881, ancien professeur au lycée de 1849 à 1855, soumet la proposition au conseil municipal. Le 22 octobre 1875, celui-ci adopte un vœu en faveur de la création d'une annexe. L'architecte Aristide Van Iseghem est chargé de concevoir les plans d'aménagement ; son projet est présenté le 6 juillet 1876. Il rencontre une certaine opposition de la droite de l'époque, rechignant à la création d'un nouveau lycée public ; René Waldeck-Rousseau, ancien maire de Nantes, républicain modéré, décide de s'abstenir. Le conseil municipal vote tout de même en faveur de la construction de l'annexe.
En mars 1877, après un certain nombre de tractations, le conseil municipal autorise le maire à signer un accord avec le proviseur ; la signature a lieu le 14 mai 1877 : la ville de Nantes reste propriétaire du terrain, le lycée de Nantes en reçoit l'usufruit. L'État prend en charge le bâtiment.

### Les premières années
Les travaux se déroulent entre 1878 et 1880. L'établissement ouvre ses portes en accueillant 117 élèves, tous externes, scolarisés des classes primaires jusqu'à la cinquième. En 1884 a lieu l'ouverture d'une école maternelle et de la classe de quatrième ; l'effectif est porté à 200 élèves ; les bâtiments sont augmentés d'un gymnase et d'un préau couvert.
En 1889-90, l'annexe représente 42 % des effectifs du lycée, dont l'établissement principal est dans une situation assez mauvaise.
Dans les années 1890 apparaît le nom de Petit Lycée pour la désigner.

### Le début duXXesiècle
Pendant les deux guerres mondiales, alors que le Grand lycée est fortement perturbé par des activités militaires, et est même complètement fermé de septembre 1943 à novembre 1944, le Petit lycée fonctionne dans des conditions plus normales, accueillant un nombre d'élèves bien supérieur à ce qui est officiellement prévu.

### Les années 1950: l'indépendance
En 1950, il accueille 364 élèves, assurant un premier cycle jusqu'en 3e. En 1951, il y a 445 élèves. Une classe de seconde est ouverte en 1952, et l'année suivante 23 candidats du Petit Lycée sont inscrits à la 1re partie du baccalauréat. En 1954, alors qu'une classe de mathématiques élémentaires apparaît, le lycée reçoit son nom actuel. De nouveaux travaux permettent l'aménagement de deux bâtiments destinés à l'accueil des 6es et 5es du lycée. En 1957, le lycée Jules-Verne devient indépendant du lycée Clemenceau ; de plus, l'annexe de Chantenay, créée en 1911, lui est affectée.
En 1958, il présente des candidats au baccalauréat en série scientifique.

### Les évolutions depuis 1960
Les classes primaires disparaissent entre 1960 et 1965. Seul le secondaire est maintenu dans l'établissement qui en 1967 accueille 1 146 élèves répartis dans 33 classes. En 1977, lycée et collège sont séparés administrativement, tout en continuant de partager les mêmes locaux.
Au début des années 1990, de nouveaux bâtiments sont construits rue de Budapest et rue Lafayette pour l'enseignement scientifique.
Il y a 708 lycéens en 2007. Il n'y a pas de filière technique ou technologique, le lycée offre un enseignement dominé par la filière scientifique. La proximité des quartiers aisés de Nantes octroie au lycée Jules-Verne une bonne réputation, et l'établissement présente de bons résultats.

### Fermeture du collège
À la rentrée 2024, les activités de premier cycle ont été transférées dans les locaux de l'ancien lycée Vial reconverti en collège après plusieurs années de travaux (les lycéens de Vial et Leloup-Bouhier ayant intégrés dès 2014 le nouveau lycée Nelson-Mandela sur l'île de Nantes). Les collégiens de Jules-Verne ont rejoint dans leurs nouveaux locaux, leurs camarades du collège Sévigné (annexe du lycée Gabriel-Guist'hau), et du collège Rosa Parks qui eux aussi ont été  fermés. Dans ce projet, les instances départementales et éducatives ont souhaité développer un collège présentant plus de mixité sociale dans un quartier reputé très favorisé. Désormais, les lycéens de Jules-Verne bénéficient de l'intégralité des locaux actuels de la rue du Général-Meusnier.

## Classement du lycée
En 2024, le lycée se classe 25e sur 55 lycées d'enseignement général et technologique au niveau départemental et 741e sur 3700 au niveau national. Le classement s'établit sur trois critères : le taux de réussite au bac, la proportion d'élèves de première qui obtient le baccalauréat en ayant fait les deux dernières années de leur scolarité dans l'établissement, et la « valeur ajoutée » (calculée à partir de l'origine sociale des élèves, de leur âge et de leurs résultats au diplôme national du brevet).

## Enseignements
Source : académie de Nantes.

### Second cycle
Baccalauréat général
Spécialités:
- Sciences Économiques et Sociales.
- Histoire Géographie, Géopolitique, Sciences Politiques.
- Humanité Littérature Philosophie.
- Langue Littérature et Culture Etrangère (Anglais).
- Sciences de la Vie et de la Terre.
- Mathématiques.
- Physique Chimie.

### Langues
- Anglais  langue vivante A (LVA), DNL.
- Espagnol LVB et DNL.
- Chinois LVB, LVC et DNL.
- Allemand LVB

### Options;
- Latin.
- Chinois.
- DNL.
- Maths Expertes.
- Maths complémentaires.

## Personnalités liées au lycées

### Professeurs
- Jean Meyer, historien

### Élèves
- Jean-Pascal Beaufret

## Compléments